# 印度洋棘花鮨
印度洋棘花鮨，又稱印度洋棘花鱸，為輻鰭魚綱鱸形目鱸亞目鮨科的其中一種，分布於東南太平洋Juan Fernández群島及Desventuradas群島海域，棲息深度140-225公尺，體長可達15.8公分，為底棲性魚類，屬肉食性，生活習性不明。